# Drosophila pictilis
Drosophila pictilis är en tvåvingeart som beskrevs av Wasserman 1962. Drosophila pictilis ingår i släktet Drosophila och familjen daggflugor.
Artens utbredningsområde är El Salvador.